# Paraxiopsis spinipleura
Paraxiopsis spinipleura är en kräftdjursart som beskrevs av Brian Frederick Kensley 1996. Paraxiopsis spinipleura ingår i släktet Paraxiopsis och familjen Axiidae. Inga underarter finns listade i Catalogue of Life.